# NGC 6049
NGC 6049 — звезда в созвездии Змея.
Этот объект входит в число перечисленных в оригинальной редакции «Нового общего каталога».